# Sardaukar
Les Sardaukars sont des militaires de fiction présents dans la série de romans du Cycle de Dune de l'écrivain Frank Herbert.
Force militaire d'élite de l’Imperium, les Sardaukars sont constitués de soldats conditionnés jusqu’au fanatisme par une sélection et un entraînement impitoyables, ce qui a développé leur férocité et leur vaillance au combat. Ils obéissent aux ordres exclusifs de l'empereur Padishah, le chef et souverain de l’Imperium.

## Présentation
Les Sardaukars sont des guerriers fanatiques, renommés et craints dans tout l’Imperium pour leur violence et leurs prouesses au combat. Dépendant directement de l’empereur Padishah, le chef de la Maison Corrino qui règne sur l'Impérium, les Sardaukars sont la force de frappe exclusive de l'empereur.
Ses membres sont sélectionnés au sein de la population carcérale de la planète-prison Salusa Secundus, le fief de la Maison Corrino. Frank Herbert la décrit comme « un milieu hostile au sein duquel six personnes sur treize trouvent la mort avant d’atteindre l’âge de onze ans ». Il indique aussi, concernant les Sardaukars :

« Leur entraînement militaire impitoyable développe leur férocité tout en éliminant presque l'instinct de conservation. Dès l’enfance, on leur enseigne l’utilisation de la cruauté et de la terreur. »

Au combat, les Sardaukars sont les égaux des soldats du dixième niveau de la Maison du Ginaz, et sont équivalents à dix combattants ordinaires du Landsraad. Leur habileté en combat singulier est comparable aux adeptes du Bene Gesserit, bien qu’ils ne soient pas versés comme elles dans l’utilisation de la Voix ou de l’entraînement prana-bindu (musculature-nerfs) des Sœurs.
Bien que fanatisés, les combattants Sardaukars savent réfléchir et sont terriblement efficaces au combat. Ils ont appris à analyser rapidement une situation et à s’adapter en conséquence, quitte à se sacrifier sans la moindre hésitation si la situation l’exige. Ils utilisent aussi des tactiques de combat caractéristiques qui permettent à un observateur attentif de les identifier, même s’ils se battent en dissimulant leur identité réelle. Par exemple, lorsqu’ils se retrouvent acculés en infériorité numérique, ils se regroupent trois par trois, dos à dos, en triangle. Cela leur permet de continuer à se battre tout en protégeant mutuellement leurs arrières. C'est grâce à ce détail subtil que Paul Atréides, alias Muad'Dib, parvint à identifier une escouade sardaukar déguisée en contrebandiers qui avait tenté de s’approcher de lui pour l’assassiner.
Les Sardaukars ne connurent jamais la défaite au combat au service de l’empereur, jusqu’à la bataille d’Arakeen, à la suite de la Révolte d'Arrakis. C'est là qu'ils subirent leur seul revers notable et trouvèrent dans les guerriers fremen des adversaires supérieurs. Les Fremen, menés par leur chef, le duc Paul Muad'Dib Atréides, eurent l’avantage d’avoir été instruits dans « l’Art étrange du combat » par Paul et sa mère, la Révérende Mère du Bene Gesserit, dame Jessica.
C’est sous le règne de l’empereur Padishah Shaddam IV que l’effectif des Sardaukars sera le plus important, Malgré cela, ce nombre ne permit pas à la Maison Corrino de vaincre Paul Atréides et ses guerriers fremen. En effet, comme l'indique Herbert : « Sous le règne de Shaddam IV, leur puissance subit l’effet de leur trop grande confiance et leur mystique guerrière fut sapée par le cynisme ».

## Hiérarchie
Comme toute unité militaire classique, les Sardaukars sont organisés de manière hiérarchique par grades, par ordre décroissant :
- Burseg : général des Sardaukars[2] ;
- Caid : officier Sardaukar, plus particulièrement chargé des rapports avec les civils. Gouverneur militaire d'un district planétaire. Supérieur au Bashar, sans être toutefois égal au Burseg[2] ;
- Bashar : équivalant à un rang au-dessus de colonel. Souvent nommé colonel Bashar. Désigne également le responsable militaire d’un sous-district planétaire[2] ;
- Levenbrech.